# Mỏ Pitinga
Mỏ Pitinga là một mỏ thiếc mở ở Brazil. Nó được cho là có trữ lượng thiếc chưa phát triển lớn nhất trên thế giới. Một cộng đồng hoàn chỉnh gồm 5.000 người được thành lập ở vị trí xa trong rừng mưa Amazon để hỗ trợ các hoạt động khai thác, bắt đầu từ năm 1982. Đã xảy ra tai nạn, nhưng đã có nhiều nỗ lực để giảm thiểu thiệt hại môi trường và khôi phục các khu vực đã được khai thác. Kể từ năm 2014, các trầm tích phù sa dễ tiếp cận hơn đã cạn kiệt, nhưng việc khai thác đá nguyên sinh vẫn đang tiếp tục.

## Phảt hiện
Năm 1976, Cơ quan Khảo sát Địa chất Brazil đã phát hiện các mỏ đá cassiterit (quặng thiếc) ở phía đông của Khu bảo tồn Bản địa Uaimiri Atroari. Các nhà địa chất của Khảo sát Địa chất Brazil, đã tìm thấy dấu vết của cassiterit vào năm 1976 tại các nhánh của sông Pitinga nằm ngoài khu bảo tồn người Da Đỏ.Quặng được báo cáo là khảo nghiệm 2,1 kg / m3, cao hơn nhiều so với các mỏ điển hình ở Rondônia ở phía tây nam. Paranapanema, được hỗ trợ bởi Funai và Bộ sản xuất khoáng sản quốc gia, đã cố gắng hạ cấp đặt phòng vào năm 1981 xuống Khu vực hạn chế tạm thời để thu hút và bình định của người Da Đỏ Waimiri Atroari, với diện tích giảm đã loại trừ trầm tích cassiterit. Sắc lệnh của tổng thống 86.630 ngày 23 tháng 11 năm 1981 đã loại bỏ 526.800 ha (1.302.000 mẫu Anh) khỏi khu bảo tồn cho các hoạt động khai thác thiếc.
Năm 1982, Cục Mỏ Hoa Kỳ ước tính rằng Brazil có tổng trữ lượng 67.000 tấn thiếc chứa. Năm 1986, riêng trữ lượng Pitinga ước tính có khoảng 575.000 tấn thiếc chứa. Khu nhượng địa Mineração Taboca bao gồm 130.000 ha (320.000 mẫu Anh) trong 14 lô, nhưng đến năm 1992, chỉ có 7.200 ha (18.000 mẫu Anh) đang được khai thác tích cực. Trầm tích chính được tìm thấy trên các ngọn đồi của Serra da Madeira và trầm tích phù sa đã bị cuốn xuống các thung lũng có rừng. Các trầm tích phù sa, hiện đã cạn kiệt, bao gồm các greisens liên kết với đá granit biotit Água Boa và trầm tích Madeira niobium-tantalum-tin. Các đá granit albite por porritic hạt thô đã xâm nhập đá núi lửa và đá pyroclastic axit axitopoproterozoi. Nó bao gồm đá granit Rapakivi và đá granit Biotite.